# Dactyloceras arrogans
Dactyloceras arrogans är en fjärilsart som beskrevs av Adalbert Seitz 1927. Dactyloceras arrogans ingår i släktet Dactyloceras och familjen Brahmaeidae. Inga underarter finns listade i Catalogue of Life.